# Castles
Castles – EP amerykańskich raperów oraz piosenkarzy Lil Peepa i Lil Tracy'ego, została wydana 4 lipca 2016 roku. Gościnnie na albumie pojawił się Slug Christ. Za produkcję utworów odpowiadał producent Nedarb.

## Tło
Pierwszą współpracą między Lil Peepem i Lil Tracy'm była piosenka „White Tee” na mixtape'ie Crybaby Peepa. Od tego czasu stworzyli razem wiele piosenek. Oboje byli częścią kolektywu GOTHBOICLIQUE. 2 lipca 2021 roku EP została ponownie wydana w serwisach streamingowych wraz z jej sequelem Castels II.

## Lista utworów
Opracowano na podstawie materiału źródłowego.
1. Pain (gościnnie: Slug Christ) – 3:42
2. Castles – 2:24
3. White Wine – 2:36